# 다이쯔잉
다이쯔잉(중국어 정체자: 戴資穎, 간체자: 戴资颖, 병음: Dài Zīyǐng, 한자음: 대자영, 1994년 6월 20일~)은 대만의 배드민턴 선수로 주 종목은 단식이다. 2016년 12월에 여자 단식 세계 랭킹 1위에 올랐으며, 200주 이상 랭킹을 유지하여 배드민턴 역사상 가장 오래 세계 랭킹 1위를 유지 중인 여자 단식 선수가 되었다. 
2020년 하계 올림픽과 2021년 세계 선수권 대회에서 단식 은메달을 획득하며 대만의 올림픽 배드민턴 사상 최고 성적을 기록했으며, 2018년 아시안 게임에서 대만 국적 배드민턴 선수로는 최초로 아시안 게임 금메달을 획득하였다. 아시아 선수권 대회에서 금메달 1개, 은메달 1개, 동메달 1개, 유니버시아드에서 금메달 2개, 은메달 1개, 동메달 2개를 획득했고, 전영 배드민턴 오픈에서 2회 우승, 1회 준우승을 달성하였다.